# Alphonse Hubert
Alphonse Joseph Hubert (Bergen, 8 januari 1806 - Baudour, 4 augustus 1881) was een Belgisch senator en burgemeester.

## Levensloop
Hubert was een zoon van de koopman Philippe Hubert en van Marie-Josèphe Delhotellerie. Hij trouwde in 1836 met Félicité Coppée.
Hij promoveerde tot doctor in de rechten (1830) aan de Universiteit van Luik. Hij vestigde zich als advocaat in Baudour en werd er in 1838 notaris, tot aan zijn dood. Hij was bij herhaling voorzitter van de Kamer van notarissen van Bergen. Hij was ook de bestuurder van de goederen van de prinsen de Ligne.
Hubert was ook aanwezig in industriële activiteiten, als bestuurder van:
- Houillères Grasses du Levant d'Elouges,
- Charbonnages du Grand-Bouillon,
- Chemin de Fer du Hainaut et Flandres,
- Compagnie des Laminoirs du Borinage (voorzitter).

Hij was ook politiek actief. Van 1840 tot 1869 was hij provincieraadslid van Henegouwen en van 1852 tot 1854 was hij voorzitter van deze raad.
In 1869 werd hij verkozen tot liberaal senator voor het arrondissement Bergen en hij vervulde dit mandaat tot aan zijn dood.